# Neuendorf b. Elmshorn
Neuendorf b. Elmshorn település Németországban, Schleswig-Holstein tartományban. Lakosainak száma 824 fő (2023. december 31.).

## Népesség
A település népességének változása:
| Lakosok száma | 917  | 868  | 852  | 839  | 841  | 838  | 824  |
|               | 1975 | 2014 | 2017 | 2019 | 2021 | 2022 | 2023 |

## Képgaléria

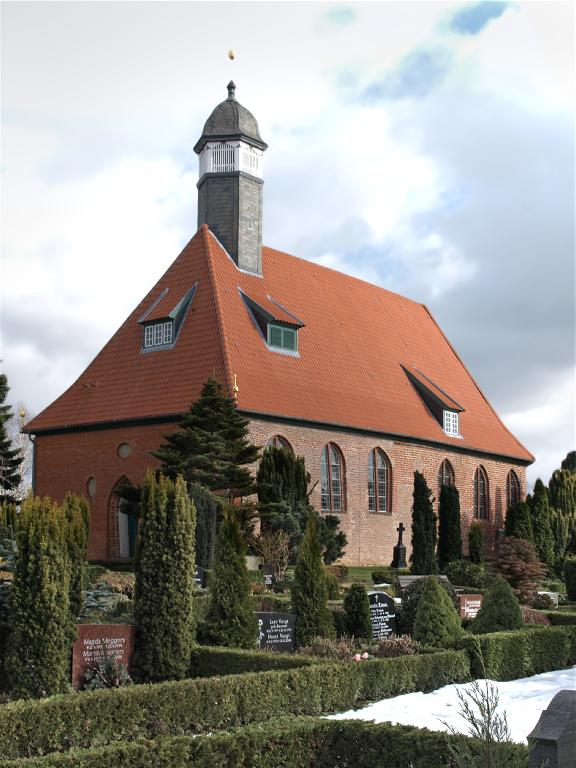
Trinitatistemplom
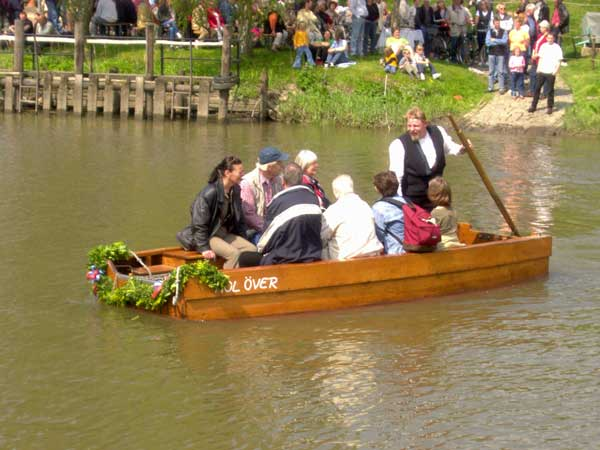
Kronsnesti komp